# Raffaele Palma
(Raffaele Palma)
Raffaele Palma (Torino, 30 luglio 1953) è uno scrittore, disegnatore e umorista italiano.
Ha preso parte al "Premio Satira Politica Forte dei Marmi" negli anni ottanta, suscitando scalpore nella Sezione Scultura per le sue opere umoristiche polimateriche, ed ha partecipato a numerose rassegne organizzate in ambito istituzionale, sull'umorismo. Alcune sue opere sono state pubblicate per i tipi di Marco Valerio Edizioni.

## Biografia
Ha frequentato “l'Accademia di Belle Arti” di Torino, vanta una produzione molteplice in ambito editoriale, ha curato numerose mostre e rassegne e partecipato ad eventi, come il Funny Film Festival di Boario Terme dell'ottobre 1991, protagonista Paolo Villaggio contribuendo ad una vera e propria innovazione nel campo delle arti visive legate all'arte della risata.
Divulgatore eclettico, è stato l'ideatore del C.A.U.S. Centro Arti Umoristiche e Satiriche, fondato a Torino nel 1984 con un maestro della satira di costume italiana, Giorgio Cavallo.

## Attività pedagogica in ambito istituzionale
Attivo in ambito istituzionale, Raffaele Palma è stato tra i primi in Italia a diffondere i motivi della comicità e dell'umorismo quali fonti di benessere, salute, risoluzione dei conflitti interiori e sociali: a tale proposito, già  nell'aprile 1989 fu organizzatore dell'incontro workshop "Sorriso e Salute", patrocinato dall'Ordine Nazionale dei Medici e dall'Ordine nazionale dei farmacisti a Torino.
Sempre in tale direzione, ha organizzato seminari sulla “Terapia della risata” per la Facoltà di Medicina di Torino (Istituto di Farmacologia e Terapie Sperimentali).
Ha, inoltre, insegnato umorismo e satira alla Facoltà di Magistero di Torino, corso di laurea in Pedagogia. È stato consulente umoristico del Comune di Torino, per l'Assessorato all'Istruzione, nei corsi di aggiornamento per gli insegnanti voluto dallo stesso negli anni ottanta-novanta del Novecento.
È stato docente presso la Unitre - Università della Terza Età di Torino del laboratorio calligrafico “l'Arte degli Amanuensi”. Ha pubblicato vari libri sull'umorismo con Marco Valerio Edizioni.

## Ricerche sulla Sacra Sindone
Raffaele Palma si è anche occupato di smitizzazioni umoristiche relative alla Sacra Sindone, collaborando con uno studioso della materia,  Don Giuseppe Terzuolo, sacerdote salesiano bibliotecario della Basilica Santuario di Maria Ausiliatrice a Torino.  Tale ricerca è stata sintetizzata in una interessante opera dal titolo “Sindone le due tracce”,  che propone una duplice chiave di lettura, ironica e artistica. Si tratta di una carrellata agiografica su centinaia di sindoni affrescate sui muri di Piemonte e Valle d'Aosta, capace di svelare la strumentalizzazione del Sacro Lino fatta nel corso dei secoli.

## Cronologia delle Opere
- Senza Parole  (1980)
- In soprannome del Popolo Italiano (1983)
- La pianta del riso - Guida alla didattica dell'humour (1985)
- L'albero della cova - Humour e habitat (1987)
- Torino arguta - Guida alla città ed ai musei di Torino (1987)
- Sul martirio e sulle pene (1989)
- Autoironia (1992)
- Dio sorride. Compatiamolo! - 500 aforismi, massime,  proverbi, epitaffi, apoftegmi (1993)
- W.C. - 100 aforismi lascivi e massime liscive  (1994)
- Sindone le due tracce (1995)
- Sindonibus - Grafiche e aforismi attorno alla Sindone (1997)
- Io stella e la luna per traverso (1997)
- Cavalcando la notte - Saggio sull'insonnia, il sonno, la veglia e il lavoro notturno (2001)
- Mal oscuro e umor nero - Saggio sulla vita di qua e la voglia dell'aldilà (2003)
- Manuale pratico della cancellazione (2006)

## Mostre
- Premio Satira Politica Forte dei Marmi (1980)[12]
- Satira Politica Tridimensionale (1982)
- Ceramiche e Terrecotte Grottesche (1983)
- Ex Indumentis - Reliquie d'Artista (2010)
- 150 Anni e Ancora in Vena di Scherzi (2011)
- Torino tra Terra e Aria (2011)
- Il Grottesco tra Arte e Design (2013)

## Rassegne di Disegno
- Tema: Humour e Satira (1986)
- Sussurrli d'Amor (1987)
- Il Volo del Mago Urbano – Su testi di G. Valperga (1988)
- Calligrafollia – Quando le lettere danno i numeri (1989)
- Femminilità. Il nudo nel disegno artistico (2005)

## Percorsi Fotografici
- Il Grottesco nell'Architettura Torinese: Ghigni, ringhi e smorfie, dal 1500 ad oggi (1985)
- La Simbologia nell'Arte Funeraria del Cimitero Monumentale di Torino (1986)
- Il Volo del Mago Urbano – Su testi di G. Valperga (1990)
- Il Grottesco nei Decori di Susa (1992)
- Torino Smembrata: Arti, Viscere e amputazioni sui monumenti Torinesi (1994)
- Fregi & Sfregi della Torino monumentale e architettonica (1997)
- Scalinate e Dislivelli in Torino (1999)
- Torino nello Zodiaco (2008)
- Torino dalla A di androne, alla Z di zerbino (2009)
- Torino l'Età della Pietra (2009)
- Torino Sorprendente (2010)
- Torino vs Belzebù (2010)
- Torino Capitale dei Piumati (2010)
- Torino Angeli e Demoni (2010)
- Magica Torino (2011)
- Torio tra Terra e Aria (2011)
- Torino Docet (2012)
- Torino Immolata (2012)
- Torino dal Quadrato al Tutto Tondo (2012)

## Rassegne Calligrafiche
- Torino Val Ben una Cifra – Monogrammi, cifre, lettere e numeri sui palazzi e sull'araldica di Torino (2002)
- Torino ti Prende alla Lettera – Alfabeti sulle architetture e sull'arredo urbano (2003)
- Lettere dal Piemonte (2004)